# William Mutwol
William Mutwol (Boniface William Mutwol; * 10. Oktober 1967 in Kapsowar im Distrikt Marakwet) ist ein ehemaliger kenianischer Hindernis- und Langstreckenläufer.
Seinen ersten internationalen Auftritt hatte er beim Juniorenrennen der Crosslauf-Weltmeisterschaften 1986 in Colombier, bei dem er als Neunter in der Einzelwertung mit der kenianischen Mannschaft Silber holte.
1990 wurde er bei den Crosslauf-Weltmeisterschaften in Aix-les-Bains Fünfter und gewann Gold mit der Mannschaft. Bei den Afrikameisterschaften in Kairo gewann er im Hindernislauf mit einer Zeit von 8:34,03 min die Silbermedaille hinter dem Marokkaner Abdelaziz Sahere.
Im Jahr darauf wurde er bei den Crosslauf-Weltmeisterschaften in Antwerpen Zwölfter und verteidigte mit der Mannschaft Gold.
1992 errang er in seiner erfolgreichsten Saison bei den Crosslauf-Weltmeisterschaften in Boston Silber hinter seinem Landsmann John Ngugi und holte sein drittes Mannschaftsgold. Beim Carlsbad 5000 stellte er mit 13:12 min eine Weltbestzeit im 5-km-Straßenlauf auf, und bei der Marathonstaffel-Weltmeisterschaft war er der Schlussläufer des siegreichen kenianischen Teams. Bei den Olympischen Spielen in Barcelona gewann er dann hinter seinen Landsleuten Matthew Birir und Patrick Sang die Bronzemedaille in persönlicher Bestzeit von 8:10,74 min und komplettierte damit den kenianischen Dreifachtriumph auf dieser Strecke.
1998 wurde er Neunter beim Vienna City Marathon.
William Mutwol ist 1,60 m groß und wog in seiner aktiven Zeit 55 kg.

## Bestleistungen
- 3000 m Hindernis: 8:10,74 min, 7. August 1992, Barcelona
- 5000 m: 13:22,15 min, 25. August 1992, Kopenhagen
- Marathon: 2:16:07 h, 24. Mai 1998, Wien